# Küngös
Küngös is een plaats (község) en gemeente in het Hongaarse comitaat Veszprém. Küngös telt 575 inwoners (2001).